# 交響曲第6番 (ブルックナー)
交響曲第6番イ長調（こうきょうきょくだい6ばん イちょうちょう）WAB.106は、アントン・ブルックナーが作曲した交響曲の一つ。

## 概要
1879年9月から1881年9月にかけて作曲された。
当楽曲は、ブルックナーの交響曲の特徴の一つとなっている全休止（ブルックナー休止）がほとんど無く（後半楽章に少しあるのみ）、各楽章ともに連続した流れが意識されているようである。作曲者自身、この曲を「大胆なスタイル」で書いたと主張している。
ブルックナー中期の傑作といえるが、力強く構築的な第5番、親しみやすい人気曲の第7番に挟まれたためか、演奏機会は比較的少ない。
当楽曲の初演については、先ず1883年2月に第2・3両楽章のみ行われているが、全曲通しの初演は、ブルックナーの死後5年経過した1901年3月に行われている。

## 作曲の経緯
交響曲第6番の作曲は1879年の8〜9月頃に開始され、2年後の1881年9月に完了した。この間の1880年、ブルックナーは夏季休暇に鉄道でスイス旅行に出かけ、モンブラン山脈の眺めを楽しんだ。この作曲家ならではの、大自然を愛好する気持ちが交響曲の中でのびのびと表現されている。ベートーヴェンの交響曲第6番『田園』とよく似た趣があり、この曲は“ブルックナーの田園交響曲”と呼ばれることもある。
しかしリズム動機が全曲を貫くところや「田園交響曲」にない激性や輝かしさは、ベートーヴェンの交響曲第3番「英雄」、第7番にも似ており、どちらの特色を出すかは指揮者次第である。

## 初演
曲を書き終えてから約1年5ヶ月経過した1883年2月11日、ウィーン楽友協会ホールに於いて、ヴィルヘルム・ヤーン指揮ウィーン・フィルハーモニー管弦楽団により、第2・3両楽章のみではあったが、当楽曲が初演された。この初演自体は成功だったものの、ブルックナーの宿敵である音楽評論家エドゥアルト・ハンスリックからは冷遇され、その影響からか、以後、この作品は注目されなくなり、改訂の手が加えられることは無くなっていたという。
部分初演から13年後の1896年、作曲者ブルックナーが他界してしまう。その更に3年経った1899年2月26日、部分初演時と同じウィーン楽友協会ホールに於いて、今度は生前のブルックナーと交流を持ち続けていたグスタフ・マーラーがウィーン・フィルを指揮して、初めて当楽曲の全曲が演奏された。ただし、「長すぎるため聴衆の理解が難しい」という理由から、大幅カットとオーケストレーション変更を施した上での”全曲初演”だった。
完全な形での全曲初演は、マーラー指揮による”全曲演奏”から更に2年余り経過した1901年3月14日、シュトゥットガルト宮廷劇場に於いて、カール・ポーリヒが指揮するシュトゥットガルト宮廷楽団により実現した。この時点で、ブルックナーが他界してから5年経っていた。
日本国内に於いては、1955年3月15日、日比谷公会堂に於いて、ニクラウス・エッシュバッハーが指揮するNHK交響楽団により初演された。

## 楽器編成
当楽曲の演奏に必要な管弦楽編成を以下にて示す。
| 木管 | 木管 | 金管 | 金管      | 打    | 打  | 弦   | 弦 |
| ---- | ---- | ---- | --------- | ----- | --- | ---- | -- |
| Fl.  | 2    | Hr.  | 4         | Timp. | ●   | Vn.1 | ●  |
| Ob.  | 2    | Trp. | 3         | 他    |     | Vn.2 | ●  |
| Cl.  | 2    | Trb. | 2、B-Tb.1 | 他    | Va. | ●    |    |
| Fg.  | 2    | Tub. | 1         | 他    | Vc. | ●    |    |
| 他   |      | 他   |           | 他    | Cb. | ●    |    |

なお、演奏時間は55分程度となっている。

## 楽曲の構成

### 第1楽章　Maestoso
イ長調 2/2拍子、三つの主題を持つソナタ形式。ヴァイオリンの付点リズムに乗って、低弦が第1主題を提示する。ブルックナー特有の3連符を伴っている。第2主題はほの暗く、柔和な旋律で第1ヴァイオリンによって提示される。第3主題はユニゾンで荒々しく出る。展開部では第1主題と第2主題が同時に展開され、ワーグナー的な和声で展開を続ける。やがて金管が第1主題を再現するが、それは主調であるイ長調ではなく変ホ長調で現れる。その後、改めて本来のイ長調で再現されるのだが、これらはブルックナーの特徴である展開部と再現部の融合である。コーダは冒頭のリズム動機と第1主題によって力強く終結する。

### 第2楽章　Adagio.Sehr feierlich
ドイツ語で「きわめて荘重に」と指示されている。ヘ長調、三つの主題を持つソナタ形式。ブルックナーの緩徐楽章としてももっとも美しいもののひとつ。第1主題はオーボエによるエレジー、第2主題は弦楽による慰め、第3主題は葬送行進曲風で、沈痛な表情が印象深い。

### 第3楽章　Scherzo.Nicht schnell － Trio.Langsam
ドイツ語で「速くなく」と指示されている。イ短調、複合三部形式。主部は幻想的で変化に富んでいる。中間部はハ長調、弦のピチカートに続いてホルンが牧歌的な主題を斉奏し、木管が第5交響曲の第1楽章第1主題を引用する。

### 第4楽章　Finale.Bewegt,doch nicht zu schnell
ドイツ語で「動きを持って。しかし速すぎないように」と指示されている。イ短調～イ長調、3つの主題を持つソナタ形式。弦による不安げな旋律の断片に導かれて、ホルンが力強い第1主題を出す。第2主題は弦による舞曲風なもの。金管が瞬間的にリヒャルト・ワーグナーの楽劇『トリスタンとイゾルデ』の「愛の死」の動機を示す。第3主題は弦による推進的な動機が繰り返される。イ長調に転じたコーダでは第1楽章第1主題がトロンボーンによって回帰し、力強く終わる。

## 版について
第5番と同様、ブルックナーの交響曲としては例外的に改訂されていないため、ともに原典版であるハース版（1937年）、ノヴァーク版（1951年）については両者間での違いはほとんどない。初版は、ブルックナーの弟子シリル・ヒュナイスらの写譜に基づき1899年にルートヴィヒ・ドブリンガーによって出版されている。初版と原典版との違いは、主としてダイナミクスに関するもので、オーケストレーションの変更はない。初版の特徴は、クレッシェンドやディミニュエンドを付け加え、瞬間的あるいは急激な音量変化をなだらかにしている。一方、パート譜は作曲者の自筆にほぼ忠実であったため、パート譜とスコアの間で矛盾があった。ノヴァークは、このスコアのダイナミクスの改変について、同年に発表されたシャルクによる4手ピアノのための編曲時の改変が紛れ込んだと推測している。